# Holothrix longiflora
Holothrix longiflora är en orkidéart som beskrevs av Robert Allen Rolfe. Holothrix longiflora ingår i släktet Holothrix och familjen orkidéer. Inga underarter finns listade i Catalogue of Life.